# Arbër Hoxha
Arbër Hoxha (ur. 6 października 1998 w Heidelbergu) – albańsko-kosowski piłkarz, grający na pozycji napastnika w chorwackim klubie Dinamo Zagrzeb oraz reprezentacji Albanii. Uczestnik Mistrzostw Europy 2024.